# Lee-Enfield
Pušky Lee-Enfield tvořily od svého přijetí do výzbroje na přelomu 19. a 20. století až do konce druhé světové války hlavní pěchotní výzbroj britských ozbrojených sil i armád ostatních zemí Commonwealthu. Používala se i po druhé světové válce.

## Předchůdci
V roce 1889 byla přijata do výzbroje britské armády opakovací puška Lee-Metford Mk.I ráže .303 (7,69 mm). Měla odnímatelný zásobník nábojů systému Lee o kapacitě 8 nábojů. Tento zásobník byl plněn po jednom náboji po vyjmutí z pušky. Náboje měly původně náplň černého prachu a teprve od roku 1892 byly plněny bezdýmným prachem – korditem. Puška Lee-Metford Mk.II zavedená do výzbroje roku 1892 měla zásobník na deset nábojů.

## Hlavní varianty
V roce 1895 byla puška Lee-Metford mírně upravena. Původní hlaveň se sedmi mělkými, oválnými drážkami byla nahrazena hlavní s pěti hlubšími, pravoúhlými drážkami a poněkud bylo změněno i hledí. V důsledku změny drážkování se změnil i smluvní rozměr ráže na 7,71 mm, náboj .303 British zůstal zachován. Vzniklá puška dostala název Lee-Enfield Mk.I. Vyráběla se rovněž karabina Lee-Enfield Mk.I o zkrácené délce.
V prosinci 1902 byl přijat nový zkrácený vzor, jednotný pro celou armádu – puška Lee-Enfield SMLE No. 1 Mk. I (SMLE = Short Magazine Lee-Enfield). Tato puška měla zařízení pro nabíjení zásobníku páskem, sektorové hledí s bočně posunovatelným zářezem určeným pro střelbu na vzdálenosti do 2000 yardů (1825 m). Kromě toho, stejně jako u předcházejících vzorů měla puška postranní sklopné dioptrické hledí pro střelbu na vzdálenosti od 1700 do 2800 yardů (1560–2550 m). Kapacita odnímatelného zásobníku byla 10 nábojů .303 British.

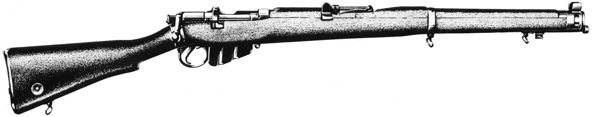
Lee-Enfield SMLE No.1

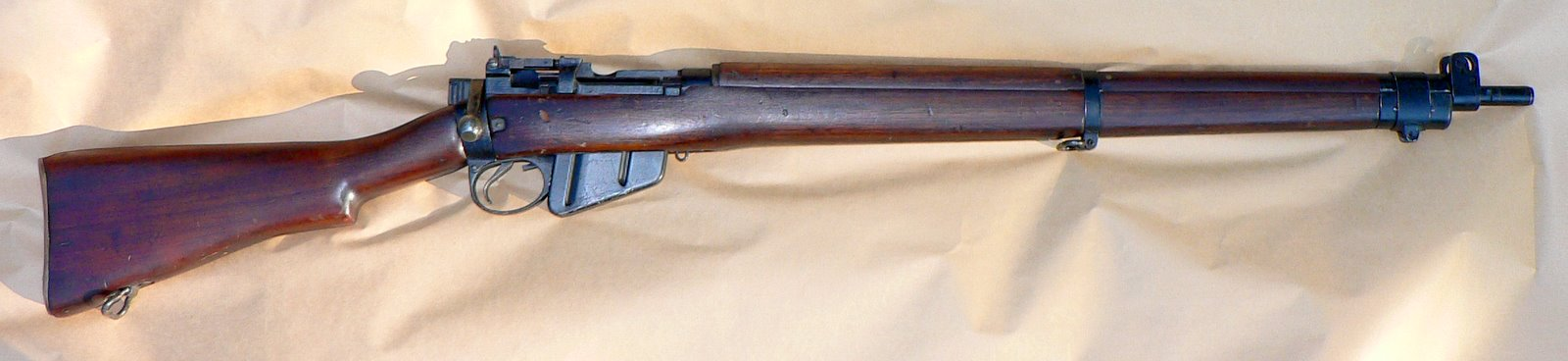
Lee-Enfield No. 4 Mk. I*

Pušky Lee-Enfield SMLE existovaly v několika nepříliš se lišících variantách. Například v roce 1907 zavedená puška SMLE No. 1 Mk. III měla změněné zařízení pro nabíjení páskem, které nyní získalo tvar oblouku. Od roku 1908 začaly být tímto zařízením vybavovány i starší pušky. Později vyrobené exempláře neměly postranní hledí.
Roku 1916 se objevil nejrozšířenější vzor pušky Lee-Enfield No.1 – SMLE No.1 Mk. III*. Tato modifikace nemá postranní dioptrické hledí, zářez hledí není bočně posunovatelný, nemá uzávěru zásobníku, úderníková matice je plochá se zářezy na bočních stěnách.
V roce 1922 se objevuje puška No. 1 Mk. V, koncem dvacátých let puška No. 1 Mk. VI a roku 1941 puška No. 4 Mk. I.
Nejrozšířenější varianta pušky No.4 – No. 4 Mk. I* používaná v letech druhé světové války se objevila roku 1942. U této pušky pažbení končí za chránítkem mušky a úsťová část vyčnívá dopředu na rozdíl od předcházejících variant, u kterých ústí hlavně nepřesahovalo předpažbí. Dioptrické hledí se součástkami vyrobenými převážně lisováním, plochá úderníková matice s bočními zářezy, odnímatelná nábojová schránka.
Puška No. 4 Mk. 2 vstoupila do výzbroje až po druhé světové válce, roku 1949 a byla nahrazována v šedesátých letech dvacátého století útočnou puškou FN FAL.
Poslední varianta pušek Lee-Enfield No. 5 Mk. I se zkrácenou délkou používána jako karabina pro boj v džungli od roku 1944.

### Odstřelovací varianty
Pušky Lee-Enfield byly používány rovněž s optickým zaměřovačem jako odstřelovací zbraně. Během druhé světové války se používala standardní varianta s puškovým dalekohledem No. 4 Mk. 1(T).

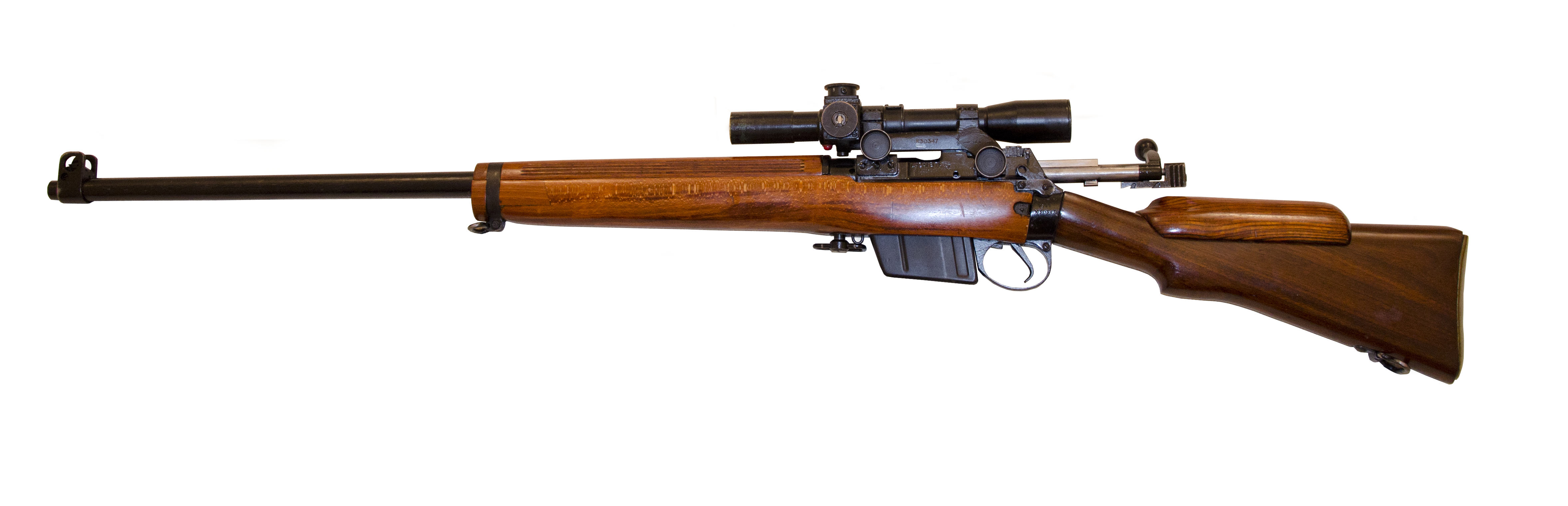
Odstřelovací puška L42A1

Po zavedení standardizovaného náboje 7,62 × 51 mm NATO v padesátých letech 20. století byla zařazena do výzbroje upravená modifikace L42 A1 používající tuto munici. Tato zbraň měla novou hlaveň a zásobník na deset nábojů, pozměněný spoušťový mechanizmus a zkrácené předpažbí. Předpažbí zasahuje jen do poloviny hlavně a vojáci je často v akci obalovali hadry, aby puška připomínala standardní pěchotní pušku Lee-Enfield. Otevřené hledí zůstalo zachováno, používal se optický zaměřovač se čtyřnásobným zvětšením. Celková délka zbraně činila 1181 mm, délka hlavně 699 mm a hmotnost 4,43 kg. Maximální účinný dostřel je okolo 800 metrů. Puška L42 A1 se používala v bojích na Středním východě až po Falklandy. Od osmdesátých let 20. století je nahrazována modernější odstřelovací puškou L96 A1. Vybavena komerčním optickým zaměřovačem s transfokátorem se používá jako policejní zbraň pod názvem Enfield Enforcer.